# Pristimantis pardalinus
Pristimantis pardalinus es una especie de anfibio anuro de la familia Craugastoridae.

## Distribución geográfica
Esta especie es endémica de la provincia de Tarma en la región de Junín en Perú. Se encuentra en el distrito de Huasahuasi a 2640 m sobre el nivel del mar.

## Publicación original
- Lehr, Lundberg, Aguilar & von May, 2006: New species of Eleutherodactylus (Anura: Leptodactylidae) from the eastern Andes of central Peru with comments on central Peruvian Eleutherodactylus. Herpetological Monographs, vol. 20, p. 105-128.[6]